# Амад, Альбер

Представители французской военной миссии в России во главе с генералом де Амадом (5-й справа) среди русских офицеров 61-го пехотного Владимирского полка. 22.10.1915, Австро-Венгрия, Галиция

Альбер Амад (фр. Albert Gérard Léo d'Amade, 24 декабря 1856, Тулуза — 11 ноября 1941, Фроизак, Жиронда) — французский дивизионный генерал.

## Биография
Образование получил в Сен-Сирской военной школе. Служил в алжирских войсках. В 1876 году переведен в 3-й полк алжирских стрелков, дислоцированный в Константине. С 1881 года служил в 143-м, с 1885 года — в 108-м пехотном полку. В 1884 году — ордонанс-офицер при военном министре. Окончил Высшую военную школу.
Участник Тонкинской экспедиции 1886 года, офицер штаба 2-й бригады. В 1887—1891 годах — военный атташе в Китае. Затем служил в 11-м пехотном полку, командовал батальоном 18-го пехотного полка.
Переведен в генеральный штаб, где возглавил английскую секцию 2-го бюро (военной разведки). Во время англо-бурской войны 1899—1902 годов состоял при генерал-квартирмейстере английской армии. В 1901—1904 годах — военный атташе в Лондоне. В 1905 году назначен командиром 77-го полка в Шоле. С 1907 — командир бригады в Ла-Рошели.

### Марокканская экспедиция
С этой должности был назначен командующим экспедиционным отрядом в Марокко, где сменил генерала Дрюда. Успешно руководил военными действиями в Шоа в 1908, приобрёл репутацию энергичного генерала. Он проявил себя сторонником наступательного и решительного образа действий против марокканцев. В осуществлении своих планов он встречал значительные препятствия со стороны французского правительства, желавшего по политическим причинам придать действиям французских войск пассивно-оборонительный характер. В 1909 за публично выраженное мнение о марокканском вопросе, неблагоприятное для испанской политики в Марокко уволен в отставку, но вскоре вновь принят на службу бригадным генералом.
С сентября 1909 — начальник 9-й пехотной дивизии в Орлеане. С 25 января 1912 — командир XIII, с 18 июня 1912 — VI АК. 25 апреля 1914 введён в состав Высшего военного совета.

### Первая мировая война
В начале войны 17.8.1914 возглавил группу из 4 территориальных дивизий (60 тыс. чел., 96 орудий), действовавшую в полосе 5-й армии генерала Ш. Ланрезака. Во время Приграничного сражения 1914 года группа Амада занимала район от Валансьена до морского побережья и имела задачу преградить путь германской кавалерии. Во время немецкого наступления быстро отступил, оставив без боя Амьен. Слабые территориальные войска, составленные из призывников старших возрастов и плохо вооружённые, которыми командовал Амад, вряд ли могли оказать серьёзное сопротивление противостоящим немецким силам. 27 сентября 1914 был отстранён Жоффром от командования.
24 февраля 1915, когда была предпринята Дарданелльская операция, Амад был назначен командиром Восточного экспедиционного корпуса, то есть французских войск, входивших в состав англо-французского корпуса генерала Яна Гамильтона. Высадка на Галлиполийский полуостров была проведена 25 апреля 1915. Операция развивалась неудачно, а в конце мая Амад по болезни возвратился во Францию (14 мая на его место был назначен генерал А. Гуро).
В 1915 назначен в состав военной миссии в России. В 1916 генерал-инспектор XIII, XIV и XV ВО, в 1917-19 командующий X ВО. С 1919 в резерве. В 1925 награждён Большим крестом ордена Почетного легиона.